# 揚名介
揚名介（ようめいのすけ）とは、職掌及び給付のない名誉職としての国司の次官を意味する。特にその官職及び官職にある者を指す。

## 概要
年官年爵を有する者が、官職の給与を自らの所得とする一方、成功により叙位任官を求める者に対して官名のみ授けたため、この制度を活用して名誉職として官職に任ぜられる事例が生じた。これは単に「名を揚げる」だけで実を伴わない官職であったことから「揚名（官）」と呼ばれた。後に財政の悪化に伴って揚名官として国司の介が任ぜられる事例が生じた。これによって生じた名誉職としての介を揚名介といった。『江談抄』には、揚名介の代表とされた山城介と水駅官（水駅の長）を併記して名だけの存在の代表としている。なお、江戸時代の武家官位も名誉以上の権威を伴わないことから一種の揚名官であると言える。
ただし、揚名介には本来もう1つ意味があったという説もある。『薩戒記』によれば、応永33年（1426年）に、後小松上皇から「揚名介」の任国を尋ねられた中山定親（『薩戒記』著者）と常宗入道が、「山城・上野・上総・常陸・近江」を挙げたとされている。山城国は平安京（京都）の所在地であり、山城介は内蔵助とともに賀茂祭の行列に必ず随従する決まりがあった（『官職難儀』）。上野・上総・常陸は親王任国であり、介が現地において守の職務を代行する国であった。近江国も畿内以外でもっとも平安京に近い国として、しばしば参議・八省卿級の高官や天皇側近などが守を兼務して介が守の職務を代行した。つまり、いずれも実態を備えた名誉ある要職を指して（文字通り、一般の国の介とは違う名誉ある顕官という意味で）当初は「揚名介」という呼称が用いられていたと考えられている。
ところが、年官・年爵制度が横行して揚名官としての介が発生すると、両者の意味が混同され、結果的に本来の顕官であった揚名介も揚名官の介の一種として見られるようになったと考えられている。なお、『薩戒記』には著者・中山定親が後小松上皇からの質問を受けてその先例を調べた際に、鎌倉時代の一条家経が賀茂祭の山城介に向かって「揚名介が渡る」と口を滑らせてしまい、山城介が揚名介であるという秘事を漏らしたとして人々が騒然としたとする故事を伝聞記事として載せている。

## 『源氏物語』の揚名介
この「揚名介」という語は『源氏物語』の「夕顔」の巻に「揚名介なる人の家」という形で1ヶ所だけ現れるが、『源氏物語』が古典・聖典となった鎌倉・室町期には揚名介の意味が分からなくなっていたらしく、『源氏物語』の古注釈書などで「源氏第一の難義」あるいは「源氏物語三ケの大事の一なり」等と呼んでとして秘伝扱いされていた。
院政時代の世尊寺伊行でもすでに本来の意味が分からなくなっていたらしく、『源氏釈』において「揚名介とは諸国の介なり、源氏の人のなるなり」と誤った説明を加えている。鎌倉時代に入って藤原定家は『奥入』において「此の事源氏第一の難義なり、末代の人勘へ知るべき事に非ざるか」と意味が分からなくなっていることを正直に表明している。南北朝時代の四辻善成になると『河海抄』において「当流両家深奥の説、殊なる秘事となるに依りて口伝にあり」と秘説化しており記録を残さず口伝で伝えるようになっている。その後の中院通勝による『岷江入楚』では、「源氏物語三ケの大事の一なり、（中略）河海に載せたる事、皆誤れり、別に是を記すべし」として一般に見せる注釈書には掲載せず、別に存在する秘伝書のようなものの中に記しておいたことを述べている。
一条兼良になると1477年に著した『源語秘訣』（注解書『花鳥余情』で保留した15の論点を説明した秘伝書）の中で、「清慎公記云。康保4年7月22日。揚名関白早可被停止之者也。今案、揚名の二字は諸国の介に限べからず。故に揚名関白と清慎公はのたまへり。又揚名掾揚名目ともいへり」と正しい説明を加えている。